# Leptoctenopsis olivacea
Leptoctenopsis olivacea är en fjärilsart som beskrevs av Louis Beethoven Prout 1910. Leptoctenopsis olivacea ingår i släktet Leptoctenopsis och familjen mätare. Inga underarter finns listade i Catalogue of Life.